# Hirapur
Hirapur là một thị trấn thống kê (census town) của quận Balaghat thuộc bang Madhya Pradesh, Ấn Độ.

## Địa lý
Hirapur có vị trí 21°32′B 79°46′Đ / 21,53°B 79,77°Đ Nó có độ cao trung bình là 501 mét (1643 feet).

## Nhân khẩu
Theo điều tra dân số năm 2001 của Ấn Độ, Hirapur có dân số 5639 người. Phái nam chiếm 50% tổng số dân và phái nữ chiếm 50%. Hirapur có tỷ lệ 65% biết đọc biết viết, cao hơn tỷ lệ trung bình toàn quốc là 59,5%: tỷ lệ cho phái nam là 73%, và tỷ lệ cho phái nữ là 57%. Tại Hirapur, 15% dân số nhỏ hơn 6 tuổi.